# Деррі Шергант
Деррі Ліонель Шергант (нім. Derry Lionel Scherhant, нар. 11 листопада 2002, Берлін, Німеччина) — німецький футболіст, нападник берлінської «Герти».

## Ігрова кар'єра
Деррі Шергант народився у Берліні і займатися футболом починав у молодіжних командах столичних клубів «Теніс Боруссія» та «Герта». Влітку 2021 року Шергант почав виступи за другу команду «Герти» у Регіональній лізі. В червні 2022 року футболіст підписав з клубом професійний контракт до 2025 року.
Першу гру на вищому рівні Шергант провів у серпні 2022 року, коли вийшов на заміну у другому таймі у матчі проти «Айнтрахта». Перший гол у Бундеслізі Шергант забив у лютому 2023 року у ворота гладбахської «Боруссії».